# Ciclismo nos Jogos Europeus de 2015 - Estrada contra o relógio feminino
A competição feminina contra relógio em estrada do ciclismo nos Jogos Europeus de 2015, em Baku, ocorreu no dia 18 de junho.

## Calendário
Horário de verão do Azerbaijão (UTC+5).
| Data        | Horário | Fase  |
| ----------- | ------- | ----- |
| 18 de junho | 15:00   | Final |

## Medalhistas
| Ouro   | NED Ellen van Dijk       |
| Prata  | UKR Hanna Solovey        |
| Bronze | NED Annemiek van Vleuten |

## Resultado
| Pos.              | Atleta                 | Nação           | Tempo    | Diferença |
| ----------------- | ---------------------- | --------------- | -------- | --------- |
| Medalha de ouro   | Ellen van Dijk         | Países Baixos   | 32:26.87 | —         |
| Medalha de prata  | Hanna Solovey          | Ucrânia         | 33:03.37 | +36.50    |
| Medalha de bronze | Annemiek van Vleuten   | Países Baixos   | 33:33.56 | +1:06.69  |
| 4                 | Tatiana Antoshina      | Rússia          | 33:38.73 | +1:11.86  |
| 5                 | Martina Ritter         | Áustria         | 33:51.77 | +1:24.90  |
| 6                 | Olena Pavlukhina       | Azerbaijão      | 33:57.45 | +1:30.58  |
| 7                 | Ann-Sophie Duyck       | Bélgica         | 34:05.21 | +1:38.34  |
| 8                 | Alena Amialiusik       | Bielorrússia    | 34:07.32 | +1:40.45  |
| 9                 | Eugenia Bujak          | Polônia         | 34:38.82 | +2:11.95  |
| 10                | Camilla Møllebro       | Dinamarca       | 34:50.63 | +2:23.76  |
| 11                | Tatsiana Sharakova     | Bielorrússia    | 35:03.41 | +2:36.54  |
| 12                | Dana Rožlapa           | Letónia         | 35:18.39 | +2:51.52  |
| 13                | Sari Saarelainen       | Finlândia       | 35:21.73 | +2:54.86  |
| 14                | Mia Radotić            | Croácia         | 35:27.80 | +3:00.93  |
| 15                | Caroline Ryan          | Irlanda         | 35:29.55 | +3:02.68  |
| 16                | Polona Batagelj        | Eslovênia       | 35:33.69 | +3:06.82  |
| 17                | Annabelle Dreville     | França          | 35:33.97 | +3:07.10  |
| 18                | Aušrinė Trebaitė       | Lituânia        | 35:38.19 | +3:11.32  |
| 19                | Cecilie Gotaas Johnsen | Noruega         | 35:57.58 | +3:30.71  |
| 20                | Anna Plichta           | Polônia         | 36:00.51 | +3:33.64  |
| 21                | Natalia Boyarskaya     | Rússia          | 36:06.34 | +3:39.47  |
| 22                | Sheyla Gutierrez Ruiz  | Espanha         | 36:14.28 | +3:47.41  |
| 23                | Tatiana Guderzo        | Itália          | 36:18.25 | +3:51.38  |
| 24                | Liisi Rist             | Estônia         | 36:21.96 | +3:55.09  |
| 25                | Rossella Ratto         | Itália          | 36:22.26 | +3:55.39  |
| 26                | Varvara Fasoi          | Grécia          | 36:24.82 | +3:57.95  |
| 27                | Zuzana Neckářová       | República Checa | 36:42.48 | +4:15.61  |
| 28                | Séverine Eraud         | França          | 36:45.99 | +4:19.12  |
| 29                | Tereza Medvedová       | Eslováquia      | 39:06.78 | +6:39.91  |
| 30                | Aysenur Turgut         | Turquia         | 41:53.64 | +9:26.77  |
| Fonte: UCI        |                        |                 |          |           |